# Hugo Degenhard

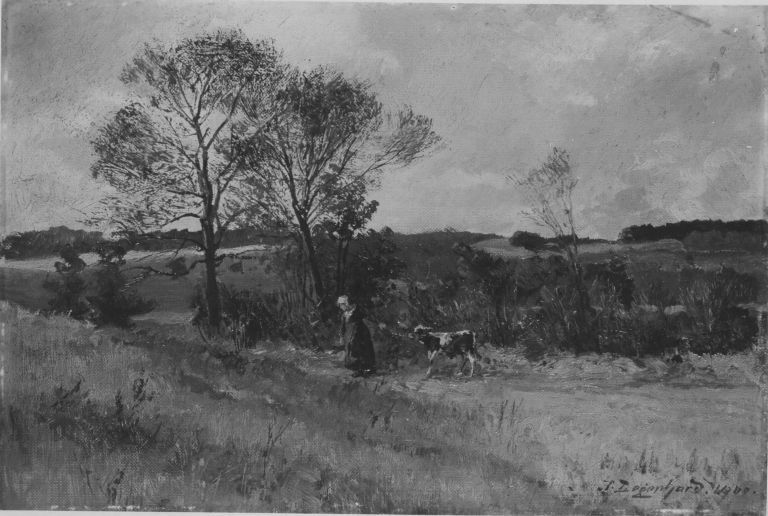
Hugo Degenhard: Herbststimmung (Partie bei Meiring) – Bayerische Staatsgemäldesammlungen

Hugo Degenhard (* 30. Dezember 1866 in München; † 12. November 1901 ebenda) war ein deutscher Tier- und Landschaftsmaler sowie Radierer und Aquarellist.

## Leben
Degenhard war der Sohn eines Postbeamten. Er war Schüler der Kunstgewerbeschule und erhielt zudem privaten Unterricht bei dem nur 9 Jahre älteren ungarischen Maler Simon Hollósy und schrieb sich am 24. November 1886 für ein Studium an der Akademie der Bildenden Künste in München für die Akademische Vorschule Kurs 1 ein. Hier war er bis 1891 ein Schüler der Maler Karl Raupp und Otto Seitz. Anschließend widmete er sich vor allem der Landschaftsmalerei mit Motiven aus der Umgebung von München. Von 1892 bis 1895 war er in Dachau ansässig. Während seine frühen Gemälde eine naturalistische Malweise haben, sind seine späteren Werke eher pastos impressionistisch gehalten. In dem kurzen Nachruf der Zeitschrift Die Kunst wird sein Todestag mit dem 16. November angegeben. Er galt als vielversprechendes Talent der Landschaftsmalerei. Zu seinen Werken gehörten auch Wanddekorationen im Hotel Minerva in Baden-Baden. Der Kunsthistoriker Hyacinth Holland schrieb in seinem Nachruf, dass er sich zuletzt auf Jagdmalerei verlegt habe. Er habe an einem schweren körperlichen Leiden und hochgradiger Kurzsichtigkeit gelitten und „in völliger Trostlosigkeit die Hand an sein Leben“ gelegt. Er verstarb in der chirurgischen Klinik, in die er von der Rettungsgesellschaft gebracht worden war.

## Werke (Auswahl)
- Hotel Minerva in Baden-Baden (um 1890)[6]
- Herbststimmung (Partie bei Meiring) (Neue Pinakothek, München), 1900, 31 cm × 45 cm, Öl auf Leinwand